# KLone
KLone est un logiciel libre de serveur HTTP principalement destiné aux systèmes embarqués,.
En mai 2011, KLone possède :
- Fonctionnalités de base
  - Faible empreinte mémoire
  - HTTP et HTTP/S Multiplate-forme
  - Support IPv6
  - Différentes gestions de contenu (système de fichiers sur disque ou embarqué dans le serveur,  CGIs)
  - Logiciel libre de droits ou licence commerciale (support)
- Développement
  - Configuration automatique et compilation du framework via Makefile
  - Code source complet disponible sur GitHub
  - Langage de script en C et/ou C++ utilisé pour produire des pages Web dynamiques
  - API[3] prête à l'emploi pour accéder aux fonctions communes :
    - Variables des formulaires
    - Sessions
    - Cookies
    - Envoi de fichier